# Бостънски университет
Бостънският университет (на английски: Boston University, също известен като BU или като Boston U.) е частен изследователски университет в Бостън, Масачузетс.
Университет се слави със седем нобелови лауреати, сред които Мартин Лутър Кинг и Ели Визел, 35 носители на наградата Пулицър, девет носители на Оскар, носители на наградите Еми и Тони сред своите преподаватели и възпитаници.

## Галерия
- Параклис „Марш“
- Училище по педагогика (построено през 1925 г.)
- Университетски театър на Бостънския университет
- Кула на Училището по право (построена през 1964 г.)
- Център по фотоника (построен през 1997 г.)
- Училище по обществено здраве „Талбот“
- Медицински център „Моукли“
- Училище по медицина

## Известни личности
Преподаватели
- Александър Бел (1847 – 1922), изобретател, основоположник на телефонията
- Уилям Хауърд Тафт (1857 – 1930), 27-ият президент на САЩ (1909 – 1913)
- Сол Белоу (1915 – 2005), писател, носител на Нобеловата награда за литература за 1976 г.
- Робърт Лоуъл (1915 – 1977), поет
- Дейвид Маклеланд (1917 – 1998), психолог
- Хауард Зин (1922 – 2010), историк
- Ели Визел (р. 1928), писател, носител на Нобеловата награда за мир за 1986 г.
- Дерек Уолкът (р. 1930), писател
- Джон Барт (р. 1930), писател
- Шелдън Лий Глашоу (р. 1932), физик, носител на Нобелова награда по физика за 1979 г.
- Фриц Рингър (1934 – 2006), историк
- Робърт Пински (р. 1940), поет

Студенти и докторанти
- Петър Дънов (1867 – 1944), духовен учител
- Фан Ноли (1882 – 1965), албанско-американски православен духовник, просветен деец, писател, дипломат и политик
- Айзък Азимов (1920 – 1992), писател
- Шарлът Гилбъртсън (р. 1922), художничка
- Джон Казейл (1935 – 1978), актьор
- Стати Статев (р. 1955), български икономист и математик, ректор на Университета за национално и световно стопанство (УНСС) (от 2011 г.)
- Джулиан Мур (р. 1960), актриса
- Светлана Бойм (1966 – 2015), културна историчка
- Джумпа Лахири (р. 1967), писателка